# Jordy Evans
Jordy Jafeth Evans Solano (Limón, Costa Rica, 17 de abril de 2002) es un futbolista costarricense que juega como lateral derecho en el Santa Ana Fútbol Club de la Segunda División de Costa Rica.

## Trayectoria

### Inicios
Evans es originario de la provincia de Limón. Se formó en las divisiones menores del Saprissa luego de haber realizado una visoría en su localidad. Llegó a la institución con trece años y tuvo que dejar Limón para vivir en Heredia con el objetivo de poder asistir a los entrenamientos.

### Deportivo Saprissa
Su debut como futbolista profesional se produjo en el club morado el 10 de junio de 2020, entrando a los 66 minutos por Jaikel Medina en la derrota de equipo frente a La U Universitarios por 2-0, en el marco de la vigesimosegunda fecha del campeonato de Clausura. En aquella temporada terminó jugando solo un partido, pero el 29 de junio logró su primer título luego de superar la serie final del torneo sobre Alajuelense.
El 26 de mayo de 2021, Saprissa ganó el Torneo de Clausura derrotando por 2-4 en el global a Herediano. El 14 de junio renovó su contrato hasta 2024. Evans, por su regularidad de veinticinco partidos en los que aportó una asistencia, así como de adueñarse de un puesto en la defensa morada, pudo lograr la distinción de mejor jugador Sub-20 del campeonato, en la ceremonia celebrada el 17 de junio.
Inició la temporada disputando el primer partido del Torneo de Apertura 2021 el 27 de julio, compromiso en el que fue titular por 85 minutos de la victoria de local por 3-0 sobre el Santos de Guápiles. El 4 de agosto conquistó el título de la Supercopa luego de que su equipo venciera de forma contundente a Alajuelense por 4-1 en el Estadio Nacional. El conjunto morado finalizó la competencia con el subcampeonato. Evans gozó de pocos minutos de acción repartidos en apenas cuatro presencias.

### Municipal Grecia
El 1 de julio de 2022, se anunció el fichaje de Evans en el Municipal Grecia en calidad de cedido.

## Selección nacional

### Categorías inferiores
El 23 de abril de 2019, Evans fue convocado a la Selección Sub-17 de Costa Rica del técnico Cristian Salomón, para disputar el Campeonato de la Concacaf de la categoría. Jordy entró de cambio al minuto 84' en el primer partido contra Panamá (2-2), apareció como titular frente a Curazao (0-3) y permaneció en la suplencia en el último duelo ante Surinam (0-6). El 9 de mayo su selección venció a Nicaragua por 2-1 en los octavos de final, pero tres días después cayó en penales frente a Canadá, por lo que se quedó sin la oportunidad de asistir al Mundial de Brasil de ese año. Evans falló uno de los lanzamientos al estrellar el balón en el horizontal.

#### Participaciones en juveniles
| Competición                           | Sede           | Resultado        | Partidos | Goles |
| ------------------------------------- | -------------- | ---------------- | -------- | ----- |
| Campeonato Sub-17 de la Concacaf 2019 | Estados Unidos | Cuartos de final | 4        | 0     |

## Estadísticas

### Clubes
Actualizado al último partido jugado el 4 de mayo de 2022.
| Deportivo Saprissa Costa Rica |               |               |    |   |   |   |   |    |    |   |
| 1.ª | 2019-20       | 1             | 0  | — | — | 0 | 0 | 1  | 0  |   |
| 1.ª | 2020-21       | 32            | 0  | 0 | 0 | 4 | 0 | 36 | 0  |   |
| 1.ª | 2021-22       | 6             | 0  | 0 | 0 | 0 | 0 | 6  | 0  |   |
| Total club | Total club    | 39            | 0  | 0 | 0 | 4 | 0 | 43 | 0  |   |
| Total carrera | Total carrera | Total carrera | 39 | 0 | 0 | 0 | 4 | 0  | 43 | 0 |
| (1) Incluye datos de la Supercopa de Costa Rica (2020-21). (2) Incluye datos de la Liga Concacaf (2020-21) / Liga de Campeones de la Concacaf (2021-22). (3) No incluye goles en partidos amistosos. |               |               |    |   |   |   |   |    |    |   |

## Palmarés

### Títulos nacionales
| Título                  | Club               | País       | Año  |
| ----------------------- | ------------------ | ---------- | ---- |
| Torneo de Clausura      | Deportivo Saprissa | Costa Rica | 2020 |
| Torneo de Clausura      | Deportivo Saprissa | Costa Rica | 2021 |
| Supercopa de Costa Rica | Deportivo Saprissa | Costa Rica | 2021 |

### Distinciones individuales
| Distinción                                       | Año  |
| ------------------------------------------------ | ---- |
| Mejor jugador Sub-20 del Torneo de Clausura 2021 | 2021 |